# 성철
성철(性徹, 1912년 4월 6일 (음력 2월 19일) ~ 1993년 11월 4일)은 대한민국의 승려이다. 속명(俗名)은 이영주(李英柱)이고 아호는 퇴옹(退翁)이다. 대한민국의 선종을 대표할 정도로 전형(典型)이 될 만한 특징이 있는 승려이다. 1912년 일제 강점기 조선 경상남도 산청 출생이며, 1993년 11월 4일 합천 해인사 퇴설당에서 입적하였다.

## 생애
1912년 경상남도 산청군 단성면 묵곡리에서 출생하였다. 1936년 해인사에서 동산(東山) 대종사를 은사로 삼아 사미계를 받고 출가하였으며, 이후 1938년에는 운봉(雲峰) 스님을 계사로 하여 보살계 및 비구계를 수지함으로써 본격적인 승려의 길에 들어섰다.
그는 봉암사에서 청담(靑曇) 스님과 함께 수행하며 “부처답게 살자”는 결사(結社)를 주창하였고, 이를 통해 당시 한국 불교의 침체된 수행 풍토에 강력한 쇄신의 바람을 불러일으켰다.
이 결사는 단순한 수련 활동을 넘어서, 수행자 스스로 부처의 삶을 본받고자 하는 엄격한 자기반성과 실천적 정진을 의미하며, 근현대 한국 불교사에 중요한 전기를 마련한 사건으로 평가된다.
성철 스님은 이후에도 선종의 정통을 계승하고자 다수의 제자들을 지도하였으며, 경허–만공–청담으로 이어지는 근대 선맥의 연장선에서 독보적인 사상적 위치를 확립하였다.
1967년 해인총림의 초대 방장으로 추대되어, 불교 교단의 수행적 기풍을 재정립하고자 하는 사명 아래 막중한 역할을 수행하였다. 그의 방장 재임 중 해인총림은 한국 불교의 중심 수행처로 자리매김하였으며, 스님의 청정한 계행과 강고한 선 수행은 수많은 불자에게 귀감이 되었다.
1981년에는 대한불교조계종 제7대 종정으로 추대되었는데, 이는 그의 사상적 깊이와 수행적 권위가 불교계 전반에 걸쳐 널리 인정받았음을 의미한다. 종정으로서의 역할을 수행하면서도 그는 권위주의적 태도에 기대지 않았고, 오히려 수행자의 본분에 충실할 것을 끊임없이 역설하였다.
스님은 일생을 세속과의 단절 속에서 보냈으며, 물질적 풍요나 외적 명성보다 내면의 수행과 깨달음을 삶의 궁극적 목표로 삼았다. 말년에는 부산 해운대에 위치한 해월정사에서 머무르며 요양하였다. 이는 장좌불와 수행으로 인한 후유증으로 건강이 악화된 까닭이며, 이는 그의 수행이 육체적 한계를 넘어서 철저히 정진의 길을 고집했음을 방증한다.
1993년 11월 4일 성철 스님은 향년 81세를 일기로 해월정사에서 열반에 들었다. 말기에는 건강이 급격히 악화되었으며, 임종 순간에는 제자들의 부축을 받으며 앉은 자세로 마지막 숨을 거두었다. 이 장면은 그의 평생 수행자다운 엄격한 자세를 상징적으로 보여주는 일화로 회자된다. 특히 임종 시에는 친딸이자 출가한 불제자인 불필(佛必) 스님이 곁을 지키며 지극한 정성을 다했다.
스님의 장례는 대한불교조계종 통합종단 출범 이후 처음으로 치러진 공식적인 7일장(七日葬) 형식으로 진행되었으며, 많은 불자들과 수행자들이 그의 마지막 길을 함께하며 깊은 애도와 존경의 뜻을 표하였다. 장례 의식은 불교 전통에 따라 엄숙하게 거행되었으며, 그가 남긴 법맥과 수행정신은 오늘날까지도 불교계 내외에서 강한 영향력을 지니고 있다.
출가 전에는 혼인하여 두 딸을 두었는데, 큰딸은 14세에 세상을 떠났고, 둘째 딸은 성철 스님이 출가한 해에 태어났다. 둘째 딸은 훗날 불필 스님으로 출가했고, 이름은 성철 스님의 아버지가 ‘수경’이라 지어주었다. 성철 스님의 출가에 대해 아버지는 “집안 망했다”며 크게 반대했지만, 말년에는 “나는 성철 스님에게 간다!”라고 외치며 생을 마감했다. 어머니는 정식 출가는 하지 않았지만 머리를 깎고 장삼을 입으며 수행자의 삶을 살았고, “다시 태어나면 스님이 되겠다”고 말하며 여생을 마쳤다.
아내였던 이덕명 여사도 남편과 딸이 모두 출가한 뒤, 시부모가 세상을 떠난 후 딸의 은사인 인홍 스님의 권유로 출가하여 ‘일휴’라는 법명을 받고 비구니로 생을 마쳤다.

## 교리적 견해

### 돈오점수를 반대하며 돈오돈수 주창
성철스님의 선불교 교리의 사상적 견해는 저서인 《선문정로》(1981)에 잘 나타나있다. 대한민국 선불교의 수행 전통으로 여겨온 '깨달음 이후에 점차 수행해 나아가는' 지눌의 돈오점수(頓悟漸修)에 반대하여 '깨달음 이 후에는 더 닦아야 할 수행이 필요 없다'고 하는 돈오돈수(頓悟頓修)를 주창했다. 그 후 현재까지 대한민국 불교 철학계의 돈 · 점 논쟁은 활발하게 이루어져 왔다. 성철은 지행합일(知行合一) 단계의 지(知)만이 진정한 지(知)이고 지눌의 돈오점수는 실제(實際)이고 세부까지 포함한 현실을 좇지 않는 직접 지각하거나 체험할 수 없는 관념과 표상(表象)에 경도(傾倒)되어 실증성이 희박(稀薄)하게 조직된 이론에 근거한 지(知)일 뿐 참 지(知)가 아니라고 주장(主張)하였다. 그러나 지눌과 성철은 가르침의 대상이 달랐으므로 시비(是非)를 가리기가 어렵다. 지눌은 일반인에게 불교 교의를 풀어서 밝혔고 성철은 수행하는 승려에게 설법하였다.
하지만, 향곡혜림(香谷慧林)과 서옹상순(西翁尚純)은 돈오돈수론자들이였다. 도림법전(道林法典)과 혜암성관(慧庵性觀) 또한 철저한 돈오돈수론자들이였다. 그리고 진제법원(真際法遠) 스님 또한 '돈오돈수는 오종(五宗) 가풍의 법칙입니다'라고 말한 바 있다. (보다 자세한 사항은 문광스님 著, 탄허학, 조계종출판사 출판, 제 4장의 현대 한국 선사상의 두 지평 p.186~p.189참고 바람.)
돈점논쟁은 관법(觀法)과 간화선 사이에서, 혹은 교종과 선종 사이에 우열을 가리는데 목적이 있는 것이 아니다. 만약 누군가 이것을 그렇게 이해했다면, 그것은 이 논쟁의 본질을 잘못 파악한 것이다. 돈오돈수론 주장은 선종에 속한 스님들이 제대로 수행을 하기 위한 노력이었을 뿐이다. 돈오돈수를 주장하는 것이 교종이나 관법을 무시하는 것으로 이어지지 않는 이유가 바로 여기에 있다. 원효스님 같은 분은 교학자였지만 현대 한국의 선사들 중 그 누구도 원효를 지해종도(知解宗徒)라고 부르지 않는다. 원효스님은 교(教)의 길을 철저하고 뛰어나게 걸어갔던 것이다. 그리고 성철스님의 돈오돈수론 주장도 선(禪)의 길을 본분사대로 걸어갔던 것 뿐인 것이다.

### 대처승에 반대하는 불교정화운동 지지
성철스님은 대처불교로 대변되는 근대 일본불교의 잔재를 청산하고 부처님의 정법으로의 복귀를 통해 현대불교의 새로운 길을 모색하겠다며 1947년 공주규약을 함께 제정한다. 이것은 1954년 비구승들이 본격적으로 추진한 불교정화운동이었고 만해스님은 전인적 풍모를 가진 인물로 사회참여를 통해 역사적 현장에 투신한 반면, 성철스님은 철저히 세간사에 대해 불간섭의 자세로 오로지 깨달음을 얻겠다는 종교적 이상만으로 근현대라는 시공이 초래한 질곡에 휘말리지 않았다.

## 산은 산이요, 물은 물이로다
중국 대륙에서 임제종(臨濟宗)을 개종(開宗)한 임제(臨濟)의 후예(後裔)인 선사(禪師) 유신(惟信)이 선종의 내밀(內密)한 특징인 소위 도교에서 영향받은 화광동진(和光同塵)을 교시(敎示)하려는 취지(趣旨)로 한 설법(說法)인,
- “내가 삼십 년 전 참선하기 전에는 산은 산으로, 물은 물로 보았다가 나중에 선지식(善知識)을 친견(親見)하여 깨*침에 들어서서는 산은 산이 아니고 물은 물이 아니게 보았다. 지금 휴식처를 얻고 나니 옛날과 마찬가지로 산은 *다만 산이요, 물은 다만 물로 보인다. 그대들이여, 이 세 가지 견해가 같으냐? 다르냐? 이것을 가려내는 사람이 *있으면 나와 같은 경지에 있다고 인정하겠노라.”

중에서 "산은 산이요, 물은 물이로다"라는 고측(古則)을 성철이 원용(援用)하여 인상(印象)을 남기면서 일반인에게도 유명해졌다.
“산은 산이요, 물은 물이로다.”라는 화두(話頭)는 최초에 미망(迷妄)하는 단계는 수도(修道)하기 이전 평범한 일상계(日常界)이나 수도를 이용해 득도(得道)하면 체험하는 평범한 일상을 완벽히 초월한 세계는 일상에서 하는 착각(錯覺)이 적멸(寂滅)한 상태이나 진정하게 득도하려면 거기서 진일보(進一步)해 평범한 세계로 회귀하여야 한다. 화광동진을 이용해 다시 돌아온 그 세계는 외양상으로는 최초처럼 속(俗)되고 평범한 단계와 같으나 내면상으로는 처음과는 차원이 판이(判異)하다. 이는 나선형(螺旋形) 성격을 띤 회귀를 뜻한다. 이로 보아 임제(臨濟)의 후예(後裔)인 선사(禪師) 유신(惟信)이 설법한 이 “산은 산이요, 물은 물이로다.”라는 공안(公案)은 노자의 화광동진(和光同塵) 사상을 그대로 해설한 교시(敎示)이다.
재언하면, 수도자(修道者)가 작고 대수롭지 않게 득도(得道)했을 때는 물이 산으로, 산은 물인 듯 혼란(混亂)스럽지만, 득도하는 규모가 확대되면 물은 물로, 산은 산으로 보게 된다. 외부 세계나 자연을 주관의 작용과는 독립하여 존재한다고 관망(觀望)하는 태도를 획득한다는 뜻이다.

## 깨달음
1936년 24세에 출가한 성철스님(1912년-1993)은 승납 3년만인 1940년 28세 때, 대구 동화사 금당선원에서 하안거를 보내며 수행하던 중 문득 대오했다. 당대의 선지식은 75대 경허(1849-1912)스님으로부터 76대 만공(1871-1946)스님이 깨달음의 도를 이었다고 하던 시절이어서, 정혜사의 만공스님을 찾아갔는데, 깨달음의 깊이에 실망을하고 또 쉽게 깨달음을 인가하고 있었기 때문에 실망을 하게 된다. 이후에 76대 만공스님의 도를 77대 전강(1898-1975)스님이 이었다고 했는데, 전강조사에게도 인가를 신청하지 않았다.
불교에서는 다른 깨달은 선지식으로부터의 인가는 중요하게 다루지 않아도, 당대 조사스님의 인가는 매우 중요하게 여긴다. 당시 불교 관행이, 별로 큰 깨달음도 아닌데 쉽게 인가를 해주는 관행이었다고 하더라도, 조사의 인가는 반드시 받았어야 했다.

## 역대 최장 기록의 장좌불와
성철스님의 열반 시기에 대중들에게 갑자기 유명해진 불교 수행용어가 장좌불와인데, 달마대사의 소림사 면벽 9년의 면벽은 이와 비슷하나 난이도에서 장좌불와에 못미친다. 현재 성철스님보다 오래 잠을 자지 않고 장좌불와를 했다는 기록은 보이지 않으며, 기록은 10년, 일부에서는 8년이라고 주장하는 경우도 있다. 이 깨달음 이후의 오후보임(悟後保任)의 행 때문에 후학 수행자들이 억지로 따라하며 건강을 해쳐 병원 치료도 하게 되는 경우도 종종 있었다.

## 주요 경력
- 前 대한불교 조계종 종정

## 이외 이력
- 前 대한민국 문화공보부 등록종단장 (1987년 2월 22일 ~ 1988년 2월 29일)

## 저작
《육조단경(六組檀經)》, 《전등록(傳燈錄)》 등 선문(禪門)의 조사(祖師) 어록을 중심으로 많은 법어를 이루었는데 관념의 도그마(dogma)에 빠지지 말 것과 견성(見性)의 체험을 강조하였다. 1993년 해인사에서 입적(入寂)하였다. 저서로 《돈오입도요문강설》(1986) 등이 있다.

## 관련 매체
- KBS 《다큐멘터리극장》 (1994년 1월 9일, 1월 16일 방송) 풀영상 1부 풀영상 2부
- 백련불교문화재단_성철사상연구원

## 같이 보기
- 지눌
- 학눌
- 청담
- 법정
- 진제선사
- 향곡
- 춘성
- 만공
- 한용운
- 명진

## 주해
1. ↑  논리에 맞고 이성에 근거한 증명과 비판이 불허(不許)되는 종교상 원리나 이치와 종교의 신앙 내용이 진리로서 공인된 종교상 교법(敎法) 그리고 종교상 신조를 통칭(統稱)하는 말이다.

## 참고 문헌
- 이 문서에는 다음커뮤니케이션(현 카카오)에서 GFDL 또는 CC-SA 라이선스로 배포한 글로벌 세계대백과사전의 내용을 기초로 작성된 글이 포함되어 있습니다.
- 《참으로 신실하게》/이재철 지음/홍성사